# Josef Maringer
Josef Maringer (* 14. März 1862 in Bruderndorf; † 13. Februar 1950 in Groß Gerungs) war ein österreichischer Politiker (CSP) und Wirtschaftsbesitzer. Er war von 1919 bis 1921 Abgeordneter zum Landtag von Niederösterreich.
Maringer besuchte die Volksschule und übernahm im Alter von 24 Jahren die elterliche Landwirtschaft. Politisch engagierte er sich ab 1891 im Gemeindeausschuss und wurde 1894 zum geschäftsführenden Gemeinderat gewählt. Ab 1900 übernahm er das Amt des Bürgermeisters von Siebenhöf. Des Weiteren war er Mitglied des Bezirksstraßenausschusses und Bezirksarmenrat. 1918 übernahm er zudem die Funktion des Obmann-Stellvertreter des landwirtschaftlichen Bezirksvereins. Er gehörte dem Niederösterreichischen Landtag ab dem 20. Mai 1919 an, wobei er während der Trennungsphase Wiens von Niederösterreich zwischen dem 30. November 1920 und dem 11. Mai 1921 Mitglied der Kurie Niederösterreich-Land war. Maringer schied per 11. Mai 1921 aus dem Landtag aus.